# Hunts Point Avenue
Hunts Point Avenue – stacja metra nowojorskiego, na linii 6. Znajduje się w dzielnicy Bronx, w Nowym Jorku i zlokalizowana jest pomiędzy stacjami Whitlock Avenue i Longwood Avenue. Została otwarta 7 stycznia 1919.